# Хамилтон (Северна Дакота)
Хамилтон (енгл. Hamilton) град је у америчкој савезној држави Северна Дакота.

## Демографија
По попису из 2010. године број становника је 61, што је 12 (-16,4%) становника мање него 2000. године.
| Група             | 2000.       | 2010.       |
| Белци             | 73 (100,0%) | 61 (100,0%) |
| Афроамериканци    | 0 (0,0%)    | 0 (0,0%)    |
| Азијати           | 0 (0,0%)    | 0 (0,0%)    |
| Хиспаноамериканци | 0 (0,0%)    | 0 (0,0%)    |
| Укупно            | 73          | 61          |